# Francesco Armellini
Francesco Armellini (Perugia o Fossato, 13 de julio de 1470 - Roma, 8 de enero de 1528) fue un eclesiástico italiano. 

## Primeros años
Fue hijo de un modesto comerciante llamado Benvenuto o Benvegnate Pantalissi, que renunció a su apellido para tomar el de su esposa, Armellini, hija de una acaudalada familia de comerciantes perusinos. Tras la muerte de su padre se formó en el negocio familiar de la mano de su tío materno Berengario, cuya codicia en la gestión del suministro de sal en Las Marcas llegó a requerir la intervención del papa Julio II. 
Tras completar sus estudios jurídicos, Francesco se estableció en Roma como procurador. Con «su avidez por ganar y parsimonia en el gastar» pronto hizo fortuna consiguiendo contratar la recaudación de gabelas y aranceles de la Cámara Apostólica y el suministro de carne a la ciudad; simultáneamente sirvió como intermediario en la compraventa de cargos oficiales, que también aprovechó para su ascenso en la Curia: en 1504 era clérigo de la Cámara y secretario apostólico, y tres años después entró como clérigo en el Colegio Cardenalicio; en el cónclave de 1513 en que fue elegido papa León X, Francesco ofició como conclavista del cardenal Sigismondo Gonzaga, a pesar de que los cánones disponían que tal cargo debía ser exclusivo de los que hubieran tomado el estado eclesiástico.

## Cardenalato
Con la coronación de Giovanni de Lorenzo di Médici como León X, la carrera de Armellini disfrutó de un fuerte impulso. Su habilidad para los negocios y su facilidad para encontrar nuevas fuentes de ingresos le convirtieron en un consejero de excepción para los asuntos financieros de la Santa Sede y le auparon al puesto de protonotario apostólico. 
Enfrentado al duque Francesco Maria della Rovere en la guerra de Urbino, en 1517 el papa León X decidió reformar el Colegio Cardenalicio creando un nutrido grupo de cardenales afectos a su persona y con poder político y económico suficiente para sacar adelante su empresa bélica: en el consistorio celebrado el 1 de julio de este año fueron creados 31 cardenales, contra las protestas de los cardenales veteranos y contra las disposiciones de anteriores pontífices que limitaban el número máximo a 24. 
Uno de ellos fue Armellini, que a cambio de 40.000 ducados recibió el capelo y el título de San Calixto, además de ser adoptado por el papa, con derecho a adjuntar a su apellido el de los Médici.
En 1521 llegó a su apogeo en las finanzas pontificias: cuando murió Rafael Riario, que hasta entonces era el máximo responsable de la hacienda en su oficio de Camarlengo de la Iglesia católica, el cardenal Innocenzo Cybo compró el cargo por una suma cercana a los 35.000 ducados, pero un mes después Armellini se lo recompró por el doble. En tal condición multiplicó los impuestos existentes y creó otros nuevos sobre la sal, la carne, los cereales, el vino o los extranjeros, vendió indulgencias, títulos y oficios eclesiásticos y contratos con la Santa Sede, consiguió créditos sobre las rentas futuras de esta e incluso llegó a proponer la privatización del lago Trasimeno, mientras a nivel privado gestionaba una cadena de tabernas y bodegas, a través de terceros para así eludir una disposición de Inocencio VIII de 1488. 
Si bien estas medidas rindieron sus frutos económicos, también contribuyeron a fomentar la impopularidad de Armellini; durante su gestión fueron frecuentes las protestas populares y los panfletos satíricos referentes a su persona aparecidos junto al Pasquino, y el mismo Pompeo Colonna le reprochó su avaricia.
Tuvo la administración de la diócesis de Oppido y Gherace durante un breve periodo cercano al año 1518, participó en el cónclave de 1521-22 en que fue elegido papa Adriano VI y en el de 1523 en que salió Clemente VII; poco después de este último cambió su título por el de Santa Maria in Trastevere; fue legado papal en Umbría y en Las Marcas, arzobispo de Tarento desde diciembre de 1525 y pro-vicecanciller desde noviembre del año siguiente.
En 1527, cuando las tropas imperiales comandadas por Carlos III de Borbón saquearon Roma en el contexto de la Guerra de la Liga de Cognac, Armellini se refugió en el Castillo Sant'Angelo junto al papa y su séquito. Allí permaneció sitiado hasta su muerte, ocurrida en octubre de 1527 o en enero de 1528, según algunos autores por la desdicha de haber perdido su fortuna, y según otros de peste; a falta de testamento, Clemente VII se declaró heredero de todos sus bienes, que sumaban más de 600.000 libras en inmuebles. Fue sepultado en la Basílica de Santa María en Trastevere, donde todavía se conserva su cenotafio, atribuido a Michelangelo Senese.